# Транспорт в Гренландии
Транспортная система в Гренландии необычна тем, что на острове нет железнодорожных путей, внутренние водные пути практически отсутствуют, а автодороги существуют большей частью только внутри поселений.
Исторически основными средствами передвижения были лодки и другие прибрежные суда (летом), зимой — собачьи упряжки. В настоящее же время воздушный транспорт является наиболее используемым.

## Воздушный транспорт
Хотя Германия и оккупировала Данию во время Второй мировой войны, но Соединённые Штаты взяли Гренландию под контроль и построили здесь аэропорты. Аэропорты на западном побережье носили кодовые названия с Bluie West-1 по Bluie West-8, а на восточной — с Bluie East-1 по Bluie East-4.
Крупнейший из этих аэропортов — Bluie West-8, сейчас называемый аэропорт Кангерлуссуак — по-прежнему является главными воздушными воротами страны, поскольку он единственный имеет достаточно большие ВПП для обслуживания крупных авиалайнеров. Американские власти в своё время обдумывали идею строительства дороги от Кангерлуссуак во второй по величине аэропорт в Нарсарсуак, находящийся в нескольких сотнях километров к югу. Идея была оставлена после того, как не удалось обосновать её осуществимость.
В Гренландии расположены 18 ВПП, 14 из которых имеют искусственное покрытие. Все внутренние рейсы выполняются авиакомпанией Air Greenland, получившей нынешнее название на английский манер в 2002 году взамен датского Grønlandsfly. Международные рейсы осуществляются как авиакомпанией Air Greenland — из Копенгагена в Кангерлуссуак, так и авиакомпанией Icelandair — из Рейкьявика выполняются рейсы в Нарсарсуак, Нуук, Илулиссат и Кулусук.

## Водный транспорт
Есть морские порты Илулиссат, Кангерлуссуак, Какорток, Нарсак, Нуук (Готхоб), Аасиаат и Сисимиут. В некоторых других городах также есть небольшие пристани. Используют порты только Royal Arctic Line (осуществляет грузовые перевозки, в том числе регулярные рейсы контейнеровозов из Дании) и Arctic Umiaq Line (пассажирские и местные грузоперевозки). Многие туристы прибывают в Гренландию на круизных судах.

## Автодорожный транспорт
Длина автомобильных дорог — 150 км, большинство из них проходят внутри поселений и в их окрестностях; только два близкорасположенных города — Ивиттуут и Кангилиннгуит — соединены дорогой, остальные изолированы друг от друга.
Проект автодороги, соединяющей города Кангерлуссуак и Сисимиут, обсуждался долгое время, достоинствами назывались её вклад в продвижение туризма, повышение междугородних связей внутри страны и привлечения других инвестиций в регион, однако было необходимо произвести оценку воздействия планируемой дороги на окружающую среду. В середине июня 2020 года администрация коммуны Кекката подписала с датской строительной компанией «MT Højgaard» контракт на строительство 130-километровой трассы, которая будет состоять как из асфальтированных, так и гравийных участков.
Само строительство началось в июле того же года. Его полная стоимость оценивается в 500 млн датских крон. Ожидается, что дорога будет использоваться колёсными транспортными средствами 8 месяцев в году и приносить экономике страны до 50 млн датских крон ежегодно. Дорога будет вводиться поэтапно: первым будет построен 21-километровый участок от города Кангерлуссуак.